# Tomás Carbonell
Tomás Carbonell Lladó (* 7. August 1968 in Barcelona) ist ein ehemaliger spanischer Tennisspieler.

## Leben
Carbonell gewann 1986 an der Seite von Petr Korda den Juniorenwettbewerb von Wimbledon sowie an der Seite von Javier Sánchez den Juniorenwettbewerb der US Open. Im Jahr darauf wurde er Tennisprofi.
Im selben Jahr gewann er seinen ersten von insgesamt 22 Doppeltiteln auf der ATP World Tour; er siegte in Buenos Aires an der Seite von Sergio Casal. 1992 errang er in Maceió seinen ersten Einzeltitel. Seinen zweiten und letzten Einzeltitel gewann er 1996 in Casablanca, zudem stand er zweimal in einem Finale. Seine höchste Notierung in der Weltrangliste erreichte er 1996 mit Position 40 im Einzel sowie 1995 mit Position 22 im Doppel.
Sein bestes Einzelergebnis bei einem Grand-Slam-Turnier war jeweils das Erreichen der dritten Runde bei den French Open, in Wimbledon und bei den US Open. In der Doppelkonkurrenz erreichte er zwei Mal das Halbfinale der French Open, 1999 mit Pablo Albano sowie 2000 mit Martín García. Zudem gewann er 2001 an der Seite von Virginia Ruano Pascual den Mixed-Titel der French Open.
Carbonell spielte zwischen 1991 und 1996 zwei Einzel- und vier Doppelpartien für die spanische Davis-Cup-Mannschaft. Bei der 2:3-Niederlage gegen Deutschland im Viertelfinale 1994 verlor er an der Seite von Sergi Bruguera das Doppel gegen Karsten Braasch und Michael Stich. Bei den Olympischen Spielen 1996 trat er für Spanien im Doppel an und erreichte mit Sergi Bruguera das Viertelfinale.

## Erfolge
| Legende                           |
| Grand Slam                        |
| Tennis Masters Cup                |
| ATP Masters Series                |
| ATP International Series Gold (1) |
| ATP International Series (23)     |
| ATP Challenger Tour (10)          |

### Einzel

#### Turniersiege

##### ATP Tour
| Nr. | Datum           | Turnier    | Belag | Finalgegner        | Ergebnis        |
| --- | --------------- | ---------- | ----- | ------------------ | --------------- |
| 1.  | 9. Februar 1992 | Maceió     | Sand  | Christian Miniussi | 7:612, 5:7, 6:2 |
| 2.  | 18. Juni 1996   | Casablanca | Sand  | Gilbert Schaller   | 7:5, 1:6, 6:2   |

##### Challenger Tour
| Nr. | Datum             | Turnier | Belag | Finalgegner      | Ergebnis      |
| --- | ----------------- | ------- | ----- | ---------------- | ------------- |
| 1.  | 19. Juni 1989     | Saou    | Sand  | Nicklas Utgren   | 6:2, 6:4      |
| 2.  | 6. September 1993 | Venedig | Sand  | Gilbert Schaller | 6:4, 0:6, 6:1 |

#### Finalteilnahmen
| Nr. | Datum         | Turnier    | Belag | Finalgegner       | Ergebnis      |
| --- | ------------- | ---------- | ----- | ----------------- | ------------- |
| 1.  | 6. Juli 1992  | Båstad     | Sand  | Magnus Gustafsson | 7:5, 5:7, 4:6 |
| 2.  | 13. Juni 1994 | St. Pölten | Sand  | Thomas Muster     | 6:4, 2:6, 4:6 |

### Doppel

#### Turniersiege

##### ATP Tour
| Nr. | Datum              | Turnier          | Belag | Partner               | Finalgegner                           | Ergebnis      |
| --- | ------------------ | ---------------- | ----- | --------------------- | ------------------------------------- | ------------- |
| 1.  | 22. November 1987  | Buenos Aires (1) | Sand  | Sergio Casal          | Jay Berger Horacio de la Peña         | kampflos      |
| 2.  | 17. September 1989 | Madrid           | Sand  | Carlos Costa          | Francisco Clavet Tomáš Šmíd           | 7:5, 6:3      |
| 3.  | 25. September 1989 | Bordeaux (1)     | Sand  | Carlos di Laura       | Agustín Moreno Jaime Yzaga            | 6:4, 6:3      |
| 4.  | 23. Juni 1990      | Genua            | Sand  | Udo Riglewski         | Cristiano Caratti Federico Mordegan   | 7:6, 7:6      |
| 5.  | 10. September 1990 | Bordeaux         | Sand  | Libor Pimek           | Mansour Bahrami Yannick Noah          | 6:3, 6:7, 6:2 |
| 6.  | 4. August 1991     | Kitzbühel        | Sand  | Francisco Roig        | Pablo Arraya Dmytro Poljakow          | 6:7, 6:2, 6:4 |
| 7.  | 12. Juli 1992      | Båstad           | Sand  | Christian Miniussi    | Christian Bergström Magnus Gustafsson | 6:4, 7:5      |
| 8.  | 11. Oktober 1992   | Athen            | Sand  | Francisco Roig        | Marcelo Filippini Mark Koevermans     | 6:3, 6:4      |
| 9.  | 2. Mai 1993        | Madrid           | Sand  | Carlos Costa          | Luke Jensen Scott Melville            | 7:64, 6:2     |
| 10. | 7. Juni 1993       | Florenz          | Sand  | Libor Pimek           | Mark Koevermans Greg Van Emburgh      | 7:6, 2:6, 6:1 |
| 11. | 13. November 1993  | Buenos Aires (2) | Sand  | Carlos Costa          | Sergio Casal Emilio Sánchez Vicario   | 6:4, 6:4      |
| 12. | 28. März 1995      | Casablanca       | Sand  | Francisco Roig        | Emanuel Couto João Cunha e Silva      | 6:4, 6:1      |
| 13. | 16. Juni 1995      | Porto            | Sand  | Francisco Roig        | Jordi Arrese Àlex Corretja            | 6:3, 7:6      |
| 14. | 23. Juli 1995      | Stuttgart        | Sand  | Francisco Roig        | Ellis Ferreira Jan Siemerink          | 3:6, 6:3, 6:4 |
| 15. | 8. Oktober 1995    | Valencia         | Sand  | Francisco Roig        | Tom Kempers Jack Waite                | 7:5, 6:3      |
| 16. | 14. April 1996     | Estoril (1)      | Sand  | Francisco Roig        | Tom Nijssen Greg Van Emburgh          | 6:3, 6:2      |
| 17. | 12. April 1999     | Estoril (2)      | Sand  | Donald Johnson        | Jiří Novák David Rikl                 | 6:3, 2:6, 6:1 |
| 18. | 19. September 1999 | Mallorca         | Sand  | Lucas Arnold Ker      | Alberto Berasategui Francisco Roig    | 6:1, 6:4      |
| 19. | 1. Oktober 2000    | Palermo (1)      | Sand  | Martín Alberto García | Pablo Albano Marc-Kevin Goellner      | kampflos      |
| 20. | 18. Februar 2001   | Viña del Mar     | Sand  | Lucas Arnold Ker      | Mariano Hood Sebastián Prieto         | 6:4, 2:6, 6:3 |
| 21. | 25. Februar 2001   | Buenos Aires (3) | Sand  | Lucas Arnold Ker      | Mariano Hood Sebastián Prieto         | 5:7, 7:5, 7:6 |
| 22. | 30. September 2001 | Palermo (2)      | Sand  | Daniel Orsanic        | Enzo Artoni Emilio Benfele Álvarez    | 6:2, 2:6, 6:2 |

##### Challenger Tour
| Nr. | Datum             | Turnier      | Belag     | Partner               | Finalgegner                          | Ergebnis      |
| --- | ----------------- | ------------ | --------- | --------------------- | ------------------------------------ | ------------- |
| 1.  | 27. Februar 1989  | Kairo (1)    | Sand      | Jordi Arrese          | Carlos Costa Francisco Roig          | 7:6, 6:3      |
| 2.  | 17. April 1989    | Porto        | Sand      | Carlos Costa          | Paul Haarhuis Denis Langaskens       | 6:4, 6:3      |
| 3.  | 24. April 1989    | Lissabon     | Sand      | Carlos Costa          | Marcos Aurelio Górriz Vicente Solves | 6:4, 6:1      |
| 4.  | 15. Juli 1991     | Tampere      | Sand      | Marcos Aurelio Górriz | David Adams Andrei Olchowski         | 6:4, 6:2      |
| 5.  | 11. November 1996 | Andorra      | Hartplatz | Francisco Roig        | Nebojša Đorđević Aleksandar Kitinov  | 6:2, 4:6, 6:1 |
| 6.  | 13. Oktober 1997  | Kairo (2)    | Sand      | Francisco Roig        | Wayne Arthurs Eyal Ran               | 6:3, 6:3      |
| 7.  | 15. Juni 1998     | Braunschweig | Sand      | Francisco Roig        | Juan Balcells Emanuel Couto          | 6:2, 7:6      |
| 8.  | 2. Oktober 2000   | Barcelona    | Sand      | Albert Portas         | Marcus Hilpert Jens Knippschild      | 5:7, 6:1, 6:4 |

#### Finalteilnahmen
| Nr. | Datum             | Turnier           | Belag       | Partner               | Finalgegner                         | Ergebnis                 |
| --- | ----------------- | ----------------- | ----------- | --------------------- | ----------------------------------- | ------------------------ |
| 1.  | 22. November 1987 | São Paulo         | Hartplatz   | Sergio Casal          | Gilad Bloom Javier Sánchez          | 3:6, 7:6, 4:6            |
| 2.  | 30. Juli 1989     | Hilversum         | Sand        | Diego Pérez           | Paul Haarhuis Mark Koevermans       | Finale nicht ausgetragen |
| 3.  | 5. November 1990  | Itaparica         | Hartplatz   | Marcos Aurelio Górriz | Mauro Menezes Fernando Roese        | 6:7, 5:7                 |
| 4.  | 24. Oktober 1994  | Santiago de Chile | Sand        | Francisco Roig        | Karel Nováček Mats Wilander         | 6:4, 6:7, 6:7            |
| 5.  | 7. November 1994  | Buenos Aires      | Sand        | Francisco Roig        | Sergio Casal Emilio Sánchez Vicario | 3:6, 2:6                 |
| 6.  | 6. Februar 1995   | Dubai             | Hartplatz   | Francisco Roig        | Grant Connell Patrick Galbraith     | 2:6, 6:4, 3:6            |
| 7.  | 27. Februar 1995  | Rotterdam         | Teppich (i) | Francisco Roig        | Martin Damm Anders Järryd           | 3:6, 2:6                 |
| 8.  | 25. März 1996     | Casablanca        | Sand        | Francisco Roig        | Jiří Novák David Rikl               | 6:7, 3:6                 |
| 9.  | 15. Juli 1996     | Stuttgart         | Sand        | Francisco Roig        | Libor Pimek Byron Talbot            | 2:6, 7:5, 4:6            |
| 10. | 16. Februar 1998  | Antwerpen         | Hartplatz   | Francisco Roig        | Wayne Ferreira Jewgeni Kafelnikow   | 5:7, 6:3, 2:6            |
| 11. | 19. Oktober 1998  | Lyon              | Teppich (i) | Francisco Roig        | Olivier Delaître Fabrice Santoro    | 2:6, 2:6                 |